# 莫利·林沃德
莫利·林沃德（英語：Molly Kathleen Ringwald，1968年2月18日—），是一位美國知名女演員、歌手、舞蹈家、作家，出生在加利福尼亞州羅斯維爾，過去她參演多部電影系列作品。

## 個人生活
1999年7月28日林沃德嫁給法國作家Valéry Lameignère，2002年離婚，隔年生下一個女兒叫馬蒂爾達；2007年她嫁給美國作家Panio Gianopoulos，2009年生下雙胞胎阿黛爾和羅馬。她懷孕被写进《青春密語》的故事情節。

## 外部連結
- 莫利·林沃德在互联网电影资料库（IMDb）上的資料（英文）
- 莫利·林沃德的X（前Twitter）